# ウーゴ・ノボア
ウーゴ・ノボア・ラモス（Hugo Novoa Ramos、2003年1月24日 - ）は、スペイン・ガリシア州アメス出身のサッカー選手。デポルティーボ・アラベス所属。ポジションはFW。

## クラブ経歴
ガリシア州のアメスにある人口9,000人のオルトーニョ教区ベルタミランスに生まれ、地元アマチュアクラブのベルタミランスFCとデポルティーボ・ラ・コルーニャを経て2019年にRBライプツィヒの下部組織に加入した。
2021年10月23日、ブンデスリーガのSpVggグロイター・フュルト戦にて、85分に途中交代でプロデビューを果たし、88分にはプロ初ゴールも挙げた。18歳と8ヶ月29日での得点となったが、これはブンデスリーガにおけるライプツィヒの最年少スコアラー記録を塗り替えるものであった。
2023年1月4日、クラブとの契約を2026年6月末まで延長すると同時にスーパーリーグのFCバーゼルに2023-24シーズン終了までレンタル移籍されることが発表された。
2023年9月1日、2023-24シーズンはオランダのFCユトレヒトへレンタル移籍することが決定した。
2024年1月、ビジャレアルCF Bにシーズン終了までのレンタルで移籍。
2024年7月、デポルティーボ・アラベスに5年契約で移籍した。

## 代表経歴
2019年からスペインの世代別代表に招集され始め、これまでU-16、U-17、U-19、U-21の各代表に出場した。